# Pet zdravilnih zvokov
Pet zdravilnih zvokov ali Vu dzi džue (kitajsko: 五字訣; pinjin: Wu Zi Jue, izgovorjeno kot Vu tsə đuə v pomenu »pet skrivnostnih zvokov«) je ena izmed oblik medicinskega čigunga, pri kateri z izbranim zvokom zdravimo sklope telesnih organov. Vadba teh zvokov lahko vključuje tudi z dihanjem usklajene drže rok.

## Zgodovina
Po legendi naj bi pred tisočletji neki učitelj čigunga redno vadbo petih zdravilnih zvokov za pet elementov in s tem za organe, povezane s temi elementi, predpisal tedanjemu cesarju, ki je težko zadovoljil množico svojih žena, z redno vadbo pa naj bi si vladar okrepil svojo seksualno moč in si podaljšal življenje. Odtlej naj bi se znanje o teh glasovnih vajah do nedavnega kot skrivnost ohranjalo v cesarskem Prepovedanem mestu in sicer kot zvok »kong« za element zemlje, »šang« za element kovine in »ciao« za element vode, »džəng« za element lesa in »ü« za element ognja. V ohranjenih zgodovinskih virih je pet zdravilnih zvokov sprva opisanih kot pet glasbenih tonov in sicer »kung« predstavlja ton »do«, »šang« ton »re«, »džiao« ton »mi«, »džə« ton »so« in »ü« ton »la«. Med zaporedjem vaj, ki naj bi prišle iz Prepovedanega mesta in zaporedjem tonov torej obstaja popolno skladje. Takšno izvajanje petih zdravilnih zvokov najdemo v duhovnosti, ki jo je v Slovenijo prinesla mojstrica Aiping Wang.
Vseh pet zdravilnih zvokov je omenjenih že v knjigi Jue Ling, ki je bila napisana pred letom 240 pr.n.š, zvoki oziroma glasbeni toni pa so v skladu z doktrino petih elementov omenjeni kot »džiao« za element lesa, »džə« za element ognja, »kung« za element zemlje, »šang« za element kovine in »ü« za element vode. V začetku 1. stoletja pr.n.š. je vseh pet zvokov kot »kung«, »šang«, »džə«, »džiao« in »ü« v svoji knjigi omenil tudi astronom Sima Džjan. Čeprav si elementi sledijo v zaporedju zemlja – kovina – voda – les – ogenj, glasbene note pa kot »do – re- mi- (fa)–so- la«, so v obeh najstarejših zgodovinskih virih note s posameznimi zvoki povezane tako, da zaporedji nista povsem usklajeni.
Kasneje je pet zdravilnih zvokov vplivalo tudi na razvoj šestih zdravilnih zvokov. Formula za izgovorjavo šestih zdravilnih zvokov tako zaporedje »džiao, džə, kung, šang, ü« lahko uporablja za tone pri oblikovanju šestih zdravilnih glasov.

## Posamezni zvoki
Pet zdravilnih zvokov ima svojo teoretično osnovo v tradicionalni kitajski medicini, ki med drugim zagovarja doktrino petih elementov in petih notranjih organov. Vsakemu od petih elementov naj bi tako pripadal posamezen ton oziroma zvok.
Po splošno razširjeni povezavi zvokov z elementi in po metodi vadbe petih zdravilnih zvokov, kakor jo poučuje dr. Zhi Gang Sha, so povezave med petimi elementi in petimi zdravilnimi zvoki sledeče:
| Elementi          | les       | ogenj             | zemlja    | kovina       | voda        |
| ----------------- | --------- | ----------------- | --------- | ------------ | ----------- |
| Zdravilni zvok    | Džiao(角) | Džə(徵) ali Džəng | Kung (宫) | Šang (商)    | Ü (羽)      |
| Glavni organ      | jetra     | srce              | vranica   | pljuča       | ledvica     |
| Stranski organ    | žolčnik   | tanko črevo       | želodec   | debelo črevo | sečni mehur |
| Specifični organi | oko       | jezik             | usta      | nos          | uho         |

V zdravilni metodi, ki jo je razvil dr.Zhi Gang Sha, se zgoraj omenjeno zaporedje uporablja tako, da tri do pet minut po tri do petkrat dnevno izgovarjamo zaporedje zvokov »džiao«, »džə«, »kung«, »šang« in »ü«, pri tem pa niso predpisane drže rok. Zanimivo je, da dr. Sha uporablja omenjeno zaporedje, hkrati pa uporablja zdravilne zvoke, ki sicer poosebljajo kitajska števila. Ker naj bi obstajale povzava med zvokoma »i« in »ü« kot zvokov, ki pripadata elementu ogenj, povezava med zvokoma »šang« in »san«, kot zvokov, ki pripadata elementu kovina, »džə« in »či« kot zvokov, ki pripadata elementu lesa, ter zvokov »džjao« in »džjo«, ki pripadata elementu vode, dr. Sha verjetno hkrati uporablja obe zaporedji petih zdravilnih zvokov, čeprav si med seboj nasprotujeta.
Čigong metoda Aiping Wang pozna uporabo zaporedja nekoliko drugače izgovorjenih zvokov »kong«, »šang«, »ciao«, »džəng« in »ü«, pri čemer se med vajami uporabljajo posebne drže rok, zvoke pa vadimo skupaj z dvema pomožnima zvokoma »tai« (汰»znebiti se« starih sporočil)in »šao« (捎 »dovesti« nova sporočila) in posamezen zvok s pomožnim zvokom običajno zapojemo po šestkrat. V tej metodi je pet zdravilnih zvokov poznanih tudi z imeni glasovne vaje oziroma zvočno-dihalne vaje, zaporedje in povezave z zvoki pa so sledeči:
| Elementi          | zemlja                                | kovina                                 | voda                                   | les                                      | ogenj                            |
| ----------------- | ------------------------------------- | -------------------------------------- | -------------------------------------- | ---------------------------------------- | -------------------------------- |
| Zdravilni zvok    | Tai kong (汰宫) 6x Šao kong (捎宫) 6x | Tai šang (汰商) 6x, Šao šang (捎商) 6x | Tai ciao (汰角) 6x, Šao ciao (捎角) 6x | Tai džəng (汰徵) 6x, Šao džəng (捎徵) 6x | Tai ü (汰羽) 6x, Šao ü (捎羽) 6x |
| Glavni organ      | vranica                               | pljuča                                 | ledvica                                | jetra                                    | srce                             |
| Stranski organ    | želodec                               | debelo črevo                           | sečni mehur                            | žolčnik                                  | tanko črevo                      |
| Specifični organi | usta                                  | nos                                    | uho                                    | oko                                      | jezik                            |